# Leonardo da Vinci Art School
La Leonardo Da Vinci Art School (the "Leonardo") fu una scuola d'arte fondata a  New York  e attiva dal 1923 al 1942. Fu  diretta dallo scultore e poeta  Onorio Ruotolo.

## Primo decennio
Ruotolo fondò la scuola insieme allo scultore Attilio Piccirilli con lo scopo di garantire un'istruzione artistitica a basso costo o gratuita a vantaggio dei più poveri. Come prima sede fu scelta la 288 East 10th Street della Avenue A nei pressi del Tompkins Square Park. Il corso era gratuito o prevedeva un costo di 6 dollari al mese (Joseph Sciorra and Peter Vellon,  "Onorio Ruotolo: A Life in Art and Politics", America and Italia Review, April 2004).

## Secondo decennio
Nel 1934, la scuola fu riaperta alla 149 East 34th Street.  Grazie al sostegno politico, la scuola si estese includendo la Friends of Italian Arts Association. Nessun dipendente della scuola era remunerato. In occasione della nuova inaugurazione venne mostrato un affresco simbolico del New Deal, dedicato al presidente Roosevelt, in presenza del sindaco Fiorello La Guardia (Joseph Sciorra and Peter Vellon, "Onorio Ruotolo: A Life in Art and Politics", America and Italia Review, April 2004).

## Chiusura
Con la seconda guerra mondiale i contributi economici diminuirono, tanto che il 28 aprile del 1942  la scuola venne  chiusa. La terza e ultima sede era situata alla 130 East 16th Street  (Joseph Sciorra and Peter Vellon, "Onorio Ruotolo: A Life in Art and Politics", America and Italia Review, April 2004).